# Teatre del Sol
El Teatre del Sol és un edifici cultural de Sabadell (Vallès Occidental) protegit com a Bé Cultural d'Interès Local. L'històric edifici de la Cooperativa Sabadellenca, al carrer del Sol, es rejovenia la nit del 14 d'octubre de 1988, amb l'obra Enric IV de Luigi Pirandello, hi naixia el Teatre del Sol. I amb ell, una ambiciosa proposta cultural. 
Naixia també un nou concepte de nucli teatral d'afeccionats però amb estructura, amb organització i amb funcionament de professionals. «Una manera singular d'esforçar-se pel teatre i d'il·lusionar-se amb el teatre» com va dir el Conseller de Cultura, Joan Guitart.
Les temporades estables, amb programació regular i continuada van continuar. S'hi presenten obres apreciables de grans autors de tots els temps: de Shakespeare a Moliére, de Goldoni a Txekhof, o bé O'Neil, Joe Orton, Priestley, Osborne, Ionesco, Samuel Becket o Arthur Miller, de Josep M. de Sagarra, d'Àngel Guimerà, Pirandello, Labiche, Garcia Lorca, Joan Oliver, Václav Havel, Arnold Wesker, David Plana, Bertolt Brecht, Tennessee Williams, Nikolai Gogol, Edward Albee, David de Silva, Jordi Galceran i Andrew Lloyd Webber, entre d'altres.
El desembre de 2000 es va estrenar per primera vegada al país, el musical "Working", i el dia 21 de juny de 2001, la companyia va presentar La bona persona del Sezuan de Bertold Brecht, al Teatre Nacional de Catalunya. El 23 de febrer de 2002 es va estrenar La comèdia del errors de Shakespeare.
El primer de març de 2003, i com a primícia a Catalunya i a l'estat espanyol, el Teatre del Sol va presentar la producció musical FAMA - El Musical, que va esdevenir un succés rotund al portar-la a Barcelona i Madrid que es va completar amb una gira per tot l'estat que va obtenir un gran ressò popular i l'entusiasme del públic.
El Centre Dramàtic del Vallès, i altres companyies professionals han compartit la programació amb la companyia titular que dirigeix Ramon Ribalta, ampliant així el ventall d'espectacles de cada temporada que s'han anat obrint, a més, a altres tipus de manifestacions escèniques com els cicles de “Lectures Dramatitzades” o les populars sessions de “Poesia al Teatre”. Entre altres hi han presentat personalment la seva obra autors tan significatius com Joan Brossa, Àlex Sussanna, J.A. Goytisolo, Gloria Fuertes i Miquel Martí i Pol a més dels sabadellencs Feliu Formosa, Jordi Domènech, J. Sala Sanahuja, Antoni Clapés, Francesc Garriga i Miguel Bach entre d'altres. També s'ha homenatjat a Apel·les Mestres, i al Sr. Josep Torrella. La resposta del públic ha estat entusiasta i fidel.
Al maig del 2021, l'Ajuntament de Sabadell clausura l'edifici per suposades deficiències estructurals. L'entitat atura forçosament la seva activitat, després de la seva obertura parcial durant la pandèmia de la Covid-19. El Teatre del Sol tanca permanentment i es dissol.

## Edifici
L'edifici que ocupa actualment el Teatre del Sol havia estat notablement vinculat amb els moviments cooperativistes obrers de la ciutat, que eren molt nombrosos a finals del segle xix. Joan Salas Antón (1854 -1931) fou l'impulsor de diverses iniciatives de caràcter cooperatiu, i fruit de la seva feina va sorgir, entre d'altres, la cooperativa “La Sabadellense”. L'any 1887, es va adquirir l'actual edifici, que més endavant va ser modificat.
En una època de finances sanejades, la cooperativa va decidir renovar totalment l'edifici, amb una nova façana de 37 metres d'estil neoclàssic, obra de l'arquitecte barceloní Santiago Casulleres. El 15 de desembre de 1929 es va inaugurar la renovació, quedant l'edifici amb la seva fesomia actual.
Edifici públic entre mitgeres. Consta de planta baixa i tres pisos amb unes golfes situades sobre l'accés. De l'interior cal destacar l'escala, que és de dimensions sumptuoses i de planta circular, amb amplis replans que fan de vestíbul a cada pis. La façana és de composició neoclàssica, està estucada i decorada amb elements de pedra. Presenta frontons sobre els balcons i una orla sobre l'entrada. La portada d'entrada és d'arc rodó com les obertures que es disposen a cada banda d'aquesta.
Durant tots aquests anys La Sabadellense va influir molt en els ambients obrers i populars de la ciutat, va obrir un saló-cafè, una biblioteca, una sala d'actes i altres dependencies de caràcter social i cultural. El 23 d'abril de 1979 s'inaugurava la biblioteca Joan Salas Antón, en honor d'aquest patrici local que va donar la seva biblioteca particular a la cooperativa. L'any 1986 el Teatre del Sol passa a ocupar una part important d'aquest edifici, va adaptar els seus espais i va crear una primera sala teatral i restaurant la façana neoclàssica del carrer del Sol.
L'octubre del 2007 s'inaugura una segona sala de petit format situada dins del mateix edifici.

### Sales
Les principals dependències del teatre comprenen un vestíbul d'entrada amb escala noble, una Sala Teatral Gran, amb capacitat per 200 espectadors, una Sala Teatral Petita, amb aforament per 100 espectadors, una sala anomenada Biblioteca amb capacitat per a 45 espectadors, sala d'assajos, una sala que emmagatzema els vestuaris i accessoris de totes les produccions des de 1987, un petit taller d'escenografies, cabina per tècnics i equipament de so i il·luminació, camerinos, taller de confecció de vestuari i una sala per esdeveniments, recepcions i celebracions.